# Hala Targowa w Gdańsku
Hala Targowa (niem. Markthalle) – zabytkowa hala z 1896 na Głównym Mieście w Gdańsku, przy placu Dominikańskim.

## Historia
W XII wieku i XIII wieku na terenie placu Dominikańskiego znajdowała się osada targowa z romańskim kościołem św. Mikołaja. W 1227 kościół z przylegającym terenem przekazano zakonowi dominikanów, który wybudował w tym miejscu klasztor. Nowy, gotycki kościół św. Mikołaja wybudowano kilkadziesiąt metrów dalej, w kierunku południowym.
Klasztor dominikański został zniszczony w czasie oblężenia Gdańska w 1813, w wyniku ostrzału wojsk rosyjsko-pruskich. Władze pruskie nie zezwoliły na odbudowę i klasztor funkcjonował w formie ruiny przez 26 lat. W latach 1839–1840 budynek został rozebrany. Pusty plac był wykorzystywany jako miejsce musztry wojskowej, a od 1881 jako miejskie targowisko. W 1886 plac został wybrukowany kostką granitową. W 1894 postanowiono wybudować w tym miejscu Halę Targową, którą oddano do użytku 3 sierpnia 1896, aby zlikwidować handel uliczny. Po jej otwarciu zostały zamknięte wszystkie (oprócz Targu Rybnego) targi na Głównym Mieście i Starym Mieście. Hala była czynna sześć dni w tygodniu od godziny 5:00 (latem) lub 6:00 (zimą) do 20:00 (latem, z przerwą obiadową od 13:00 do 17:00), w soboty do 21:30.
Działania II wojny światowej hala przetrwała niemal bez uszczerbku. Zniszczony został jedynie odcinek attyki w zachodniej części ściany północnej, a pociski broni ręcznej i maszynowej podziurawiły cegły elewacji i blaszane pokrycie dachu
Po wojnie hala nie była traktowana jako obiekt wartościowy, lecz jako wytwór pruskiej architektury. W końcu lat 60. Wojewódzkie Zjednoczenie Handlu usiłowało wyburzyć halę i na jej miejscu zbudować supersam, jednak wpis do rejestru zabytków uratował budynek.
W 1999, w trakcie ostatniej renowacji, podczas badań archeologicznych odkryto  pozostałości osady targowej, fundamentów romańskiego kościoła św. Mikołaja (datowanego na 1170), cmentarza przykościelnego liczącego ponad 400 pochówków oraz pozostałości fundamenów klasztoru dominikanów. Znalezione zabytki zostały w części zabezpieczene i przykryte posadzką, a częściowo są obecnie wyeksponowane w dolnej części hali. Podczas trzech lat prac archeologicznych, pod halą i pod powierzchnią placu Dominikańskiego, znalezione zostały szczątki kilku tysięcy pochowanych gdańszczan. Od początku 2001 do sierpnia 2005 hala była nieczynna i przeszła wówczas kapitalny remont z odrestaurowaniem.
W 2005 w rejonie Hali archeolodzy odkryli kamienną studnię oraz część średniowiecznego cmentarza. W 2022, w związku z remontem ul. Pańskiej, odsłonięto kolejne partie murów, stanowiące kontynuację odkrytych wcześniej pod halą: 
fragment średniowiecznych murów obronnych, łączących się dawniej z XIV-wieczną basztą Jacek, z podtrzymującą basztę przyporą, a ponadto ceglane posadzki i fundamenty domu beginek.

## Dane
Hala ma trzy trakty, wyznaczone słupami. Środkowy jest szerszy i wyższy, oświetlony w partii dachowej rzędami okien. Wysokość budynku wynosi 15 metrów, powierzchnia – 4714 metrów kwadratowych, kubatura – 28 542 metry sześcienne. Do wnętrza prowadzą cztery bramy, umieszczone na przestrzał. Wnętrze hali zmodernizowano, dostosowując je do potrzeb współczesnych obiektów handlowych. Handel odbywa się na trzech kondygnacjach.